# Luxury Disease
Luxury Disease è il decimo album in studio del gruppo musicale giapponese One Ok Rock, pubblicato nel 2022.

## Tracce
1. Save Yourself – 3:17
2. Neon – 3:04
3. Vandalize – 3:14
4. When They Turn the Lights On – 3:27
5. Let Me Let You Go – 3:00
6. So Far Gone – 3:35
7. Prove – 3:46
8. Mad World – 3:02
9. Free Them (featuring Teddy Swims) – 3:12
10. Renegades – 4:04
11. Outta Sight – 3:22
12. Your Tears are Mine – 4:16
13. Wonder – 3:47

- Tracce Bonus Edizione Giapponese

1. Broken Heart of Gold – 4:13
2. Gravity (featuring Satoshi Fujihara) – 3:12

## Formazione
- Takahiro "Taka" Moriuchi – voce
- Toru Yamashita – chitarra
- Ryota Kohama – basso
- Tomoya Kanki – batteria